# 拉蒙·卡斯特罗

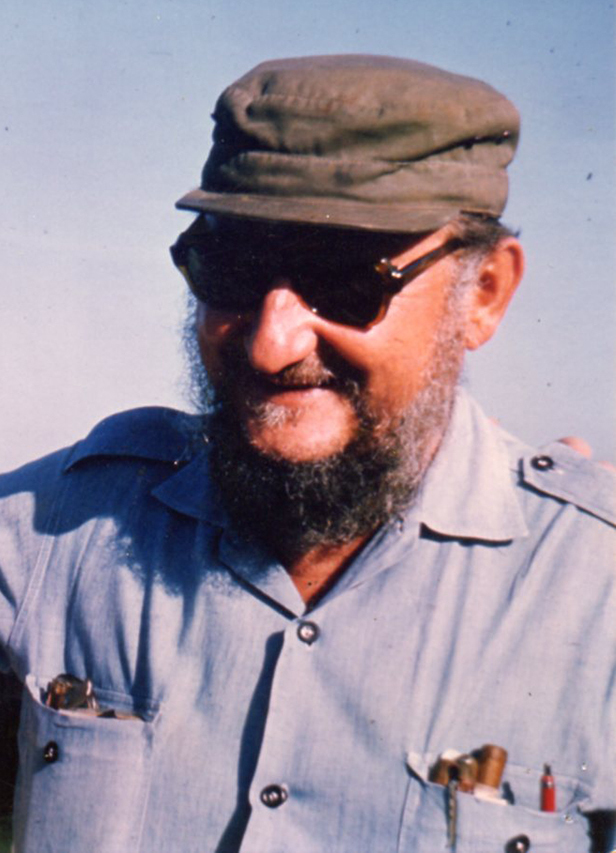
拉蒙·卡斯特罗

拉蒙·尤西比奥·卡斯特罗·鲁斯（西班牙語：Ramón Eusebio Castro Ruz；1924年10月14日—2016年2月23日），古巴农业专家、革命活动家，前古巴领导人菲德尔·卡斯特罗、劳尔·卡斯特罗的同胞长兄。

## 生平

### 早年生活
1924年10月14日，拉蒙·卡斯特罗出生在古巴东部的奥尔金省比兰镇，父亲为种植园主安赫尔·卡斯特罗，母亲为莉娜·鲁斯·冈萨雷斯。拉蒙三兄弟在古巴东部罗马天主教学校念书时，老师常常抱怨他们爱搞恶作剧，太过调皮，母亲不得不把他们关在家里一段时间。
长大后，菲德尔和劳尔去哈瓦那读书，后来加入反对独裁者巴蒂斯塔的革命阵营。在哈瓦那大学攻读农业工程专业的拉蒙则回到比兰的村庄，照顾年迈的父母，帮助父亲料理农场。

### 革命生涯
拉蒙·卡斯特罗一直和兄弟们保持联系。1953年，他因反抗巴蒂斯塔政权入狱。那一年，菲德尔·卡斯特罗和劳尔·卡斯特罗与其他同伴袭击一个军营失败，也被关入监狱。拉蒙一直和菲德尔有书信往来，和书信一起送入监狱的，有时是一盒火腿，有时是一盒雪茄。
当时的书信记录显示，菲德尔让哥哥告诉父母：“进监狱并不是一件可怕、羞耻的事情，如果一个人的动机崇高伟大，那么监狱也是让人觉得荣耀的地方。”
而在菲德尔·卡斯特罗在古巴东部山区建立自己的革命根据地后，据说他曾回到家里的农场，开心地品尝拉蒙特意准备数月的火鸡。
在上世纪60年代一本关于菲德尔·卡斯特罗的传记里，拉蒙·卡斯特罗也以积极姿态投身革命事业。传记中说，拉蒙组织了队伍，为菲德尔和劳尔开辟了从山里到城市的通道，为他们送去枪支弹药、急需的医药物资，用于补给英勇的革命战士。
这本传记还特意提到，当时汽油供给困难，拉蒙用自己所学的知识，用甘蔗和蓖麻油制出酒精燃料，解决了革命队伍汽车燃料的问题。

### 革命胜利以后
古巴取得革命战争胜利后，拉蒙·卡斯特罗曾任古巴农业部、蔗糖部以及其他三个部门的顾问，为古巴蔗糖产量的提高做出贡献。在他担任古巴政府畜牧业政策负责人期间，古巴的奶牛业发展取得了长足进步。拉蒙还亲自建立了数家国有大型企业，包括专门负责运输蔗糖和橙子制品的企业。
不同于先后担任古巴最高领导人的两个弟弟，拉蒙·卡斯特罗在古巴政府中的权力并不大，但他对古巴国民经济建设和发展做出了实际贡献。

## 逝世
2016年2月23日拉蒙·尤西比奥·卡斯特罗·鲁斯在哈瓦那去世，享年91岁。古巴官方媒体《格拉玛报》为此刊发了讣告。去世前，他住在哈瓦那附近的一处农场。报道说，拉蒙·卡斯特罗的骨灰将被送回他出生的地方比兰镇。

## 家庭
拉蒙·卡斯特罗比菲德尔·卡斯特罗大两岁，是卡斯特罗家的长子。家里除了拉蒙、菲德尔和劳尔3个男孩，还有2个女孩。拉蒙与妻子共育有5个孩子。

## 逸闻
身形魁梧、蓄着花白胡子的拉蒙·卡斯特罗与菲德尔·卡斯特罗长得十分相似，经常有人说他长得像弟弟菲德尔，对此拉蒙幽默地回应道：“我年长，应该是菲德尔长得像我才对。”